# Wah-Wah (песня)
«Wah-Wah» — песня английского рок-музыканта Джорджа Харрисона из его тройного альбома 1970 года All Things Must Pass. Харрисон написал эту песню во время своего временного ухода из The Beatles в январе 1969 года, во время проблемных сессий Get Back, результатом которых стали альбом Let It Be и фильм. Текст песни отражает его разочарование атмосферой, царившей в группе в то время, а именно излишней самоуверенностью и попыткой доминировать Пола Маккартни, его критикой предлагаемых Джорджем партий на гитаре, почти полным отсутствием участия Джона Леннона в проекте и пренебрежением к Харрисону, как к поэту и автору песен, а также постоянным участием Йоко Оно в деятельности группы.
Музыкальные критики и биографы считают эту песню заявлением Харрисона о личной и творческой свободе от «Битлз». Настроение песни резко контрастировало с его плодотворным сотрудничеством за пределами группы в месяцы, предшествовавшие проекту Get Back, в частности с Бобом Диланом и его группой.
Записанная вскоре после распада Beatles в 1970 году, «Wah-Wah» стала первой песней, записанной для All Things Must Pass . Запись отличается плотной продюсерской обработкой Фила Спектора и поддержкой большого состава музыкантов, включая Эрика Клэптона, Ринго Старра, Билли Престона, Бобби Киза и группу Badfinger. После выпуска альбома журнал Rolling Stone описал песню, как «грандиозную какофонию звуков, в которой духовые инструменты звучат как гитары и наоборот». 
«Wah-Wah» была первой песней, которую Харрисон исполнил вживую, как сольный исполнитель, в качестве  открывающей рок-музыкальной части Концерта для Бангладеш в августе 1971 года. По мнению некоторых комментаторов, эта версия превосходит студийную запись, поскольку она воссоздает оригинальную идею  Спектора «стена звука» в живом исполнении, используя многих участников сессий альбома 1970 года. На концерте для Джорджа в ноябре 2002 года, через год после смерти Харрисона, «Wah-Wah» была исполнена звездным составом, в который вошли Эрик Клэптон, Джефф Линн, Ринго Старр и Пол Маккартни. Среди других исполнителей, записавших свои кавер-версии песни, были Ocean Colour Scene, Buffalo Tom, Beck и Tedeschi Trucks Band .